# Juan Liébana
Juan Ignacio Liébana (ur. 6 czerwca 1977 w Buenos Aires) – argentyński duchowny katolicki, biskup Chascomús od 2024.

## Życiorys
Święcenia kapłańskie przyjął 27 listopada 2004 i został inkardynowany do archidiecezji Buenos Aires, jednak działał przede wszystkim w diecezji Añatuya. Pracował głównie jako duszpasterz parafialny, był także m.in. ojcem duchownym w seminarium w Santiago del Estero, dyrektorem wydziału kurialnego ds. misji oraz rektorem sanktuarium Matki Bożej z Huachana.
9 stycznia 2024 papież Franciszek mianował go ordynariuszem diecezji Chascomús.
2 marca 2024 otrzymał święcenia biskupie w sali gimnastycznej Niepokalanego Serca Maryi w Buenos Aires  ze względu na warunki klimatyczne. Udzielił mu ich biskup Santiago del Estero, Vicente Bokalic Iglic. 